# Ward Cunningham
Pour les articles homonymes, voir Cunningham.
Ward Cunningham, né le 26 mai 1949 à Michigan City (Indiana), est un informaticien américain. Il est principalement connu pour avoir inventé le concept de wiki, qui a permis notamment l'élaboration de Wikipédia et des autres projets du mouvement Wikimédia.

## Contributions
Ward Cunningham est présenté comme un théoricien du développement de logiciels.

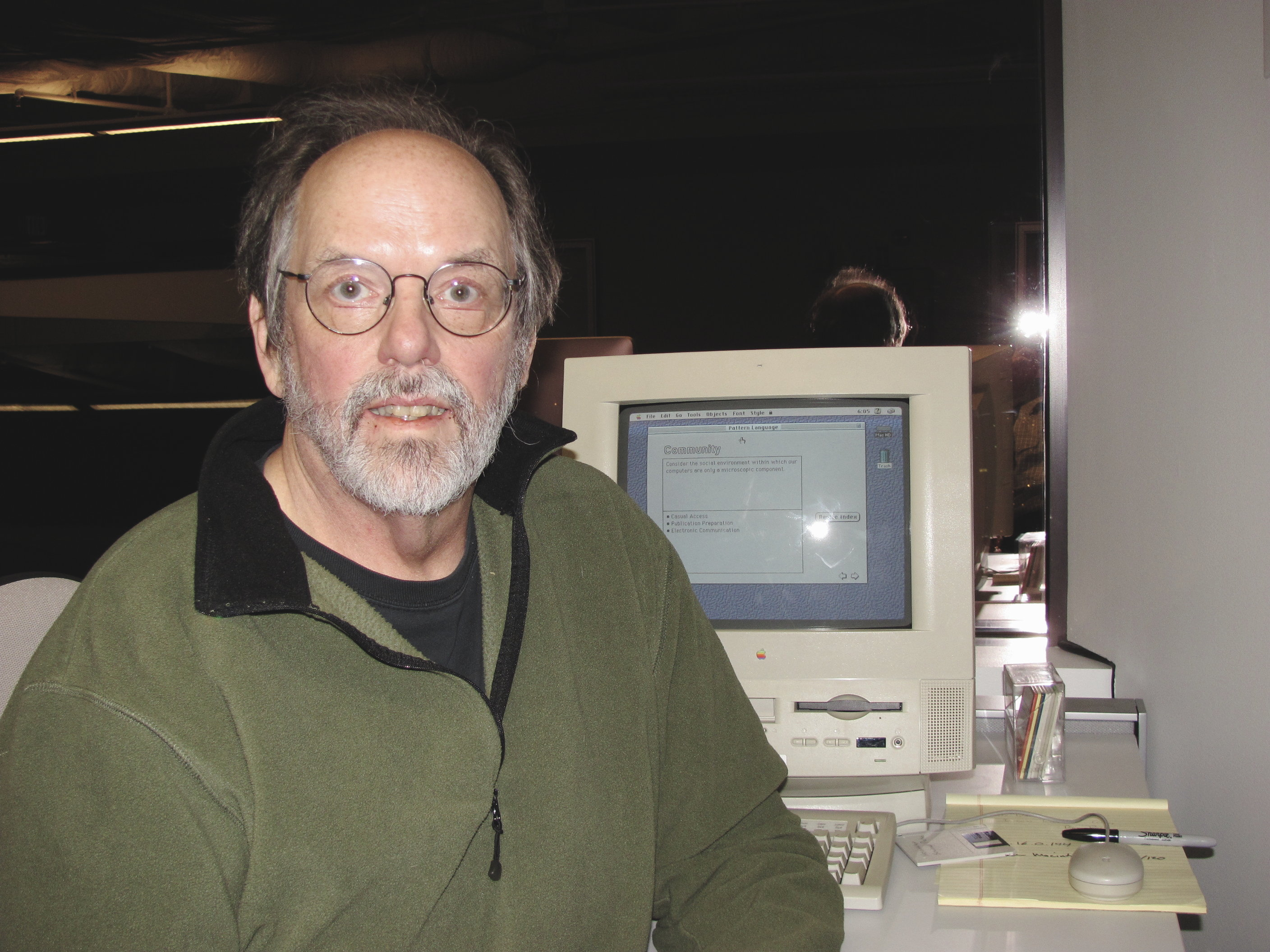
Ward Cunningham avec la pile HyperCard qui a servi de prototype au logiciel wiki.

Les contributions suivantes lui sont attribuées :
- il a théorisé en 1992 le concept de dette technique dans le domaine du développement logiciel ;
- il est le créateur en 1995 du concept de wiki qui permet à plusieurs auteurs de contribuer à la création d'un document[1] et qui a permis notamment l'élaboration de Wikipédia[2] ;
- avec Kent Beck et Ron Jeffries, il a co-créé une méthode de développement l'Extreme Programming pendant leur travail sur un projet « C3 » de calcul des rémunérations chez Chrysler[3],[4]. Cette méthode (XP) est qualifiée d'Agile depuis le Manifeste Agile de 2001 ;
- il est l'un des cosignataires du Manifeste Agile[5].

## Système wiki
La première implémentation d'un système wiki date de 1995 et s'appelait initialement WikiWikiWeb. Ce wiki est destiné à recueillir ce que l'auteur appelle des « patterns » en programmation. La traduction la plus proche (« motifs ») consisterait en un recueil de « façons de régler un problème » en informatique. En huit ans de présence sur internet, ce site a collecté plusieurs dizaines de milliers de motifs différents. Son créateur pense que toute problématique informatique peut être résumée en motifs algorithmiques simples. Mis bout à bout, dans un certain ordre, des motifs simples règlent des problèmes complexes.
Informaticien de la première heure, enseignant, mais aussi consultant autour de problématiques théoriques de développement de projets, il résume en ces termes les motifs qui l'ont conduit à créer le système wiki :
- Relier les expériences de chacun.
- Retrouver, dans un contexte multi-utilisateurs, la productivité de création et de rédaction qu'il avait obtenue en formalisant des travaux textuels à l'aide d'une « pile hypercard » écrite par ses soins. (HyperCard était un logiciel, édité par la société Apple au début des années 1990, permettant de programmer avec un paradigme visuel. Bien des utilisateurs Apple ont découvert la programmation par l'intermédiaire de ce logiciel mono-utilisateur.)
- L'être humain aime parler, s'exprimer. Un wiki lui permet d'intervenir.
- Lire un document écrit, tout en évoquant mentalement une idée comme « tiens, j'aurais rajouté ça », était frustrante, à son sens. Le wiki permet d'offrir une voix au « Oui, mais.... » mentalement pensé lors de la lecture d'un document.
- Les forums de discussions, s'ils permettent l'intervention de chacun, voient l'information utile se diluer dans le bruit de fond, pour finir par se perdre complètement. Alors, les mêmes questions se reposent, et les mêmes réponses suivent. Cette perte de temps et d'énergie finit par lasser les habitués du forum qui le désertent. Pour remédier à ce problème, des recueils de questions fréquemment posées se sont créées (Frequently Asked Questions ou FAQ en anglais, foire aux questions en français). Ces recueils constituent une mine d'information pure, utile, qui permettent de gagner un temps considérable à leur lecture. Ward Cunningham avait remarqué l'existence d'un système informatique appelé FAQ-O-Matic, qui permettait de thésauriser automatiquement l'information à la manière d'une FAQ. Ce système étant trop orienté « questions/réponses », Ward Cunningham a préféré s'orienter vers un système d'édition littéraire collaborative. C'est ainsi qu'est né le concept du wiki.

Depuis 2011, il est impliqué dans le développement du Smallest Federated Wiki.

## Loi de Cunningham
La loi de Cunningham stipule que « le meilleur moyen d'obtenir la bonne réponse sur Internet n'est pas de poser une question, mais de publier la mauvaise réponse » sous-entendu : les internautes qui ont la bonne réponse afflueront d'eux-mêmes pour corriger l'erreur.
Ce concept tire son nom de Ward Cunningham, l'inventeur du logiciel wiki. Selon l'auteur de cette loi, Steven McGeady (en), Wikipedia est peut-être l'illustration la plus connue de cette loi,.
La loi de Cunningham peut être considérée comme l'équivalent sur Internet du dicton français « prêcher le faux pour savoir le vrai ». Sherlock Holmes est connu pour avoir parfois utilisé ce principe (par exemple, dans Le Signe des quatre). Le même internet de xkcd, "Duty Calls" (aka "Someone is wrong on the Internet"), fait référence à un concept similaire. L'idiome chinois 拋磚引玉 « lancer une brique pour attirer le jade » exprime un concept similaire.

## Publications
Ward Cunningham est l'auteur de nombreux ouvrages dont :
- Using Pattern Languages for Object-Oriented Programs (rapport soumis en 1987 à l'atelier « Specification and Design for Object-Oriented Programming » de la conférence OOPSLA-87).
- The Wiki Way: Collaboration and Sharing on the Internet: Quick Collaboration on the Web en collaboration avec Bo Leuf (2001),  (ISBN 0-201-71499-X). La parution de l'ouvrage donne naissance à la wikilogie.
- Fit for Developing Software: Framework for Integrated Tests en collaboration avec Rick Mugridge (2005),  (ISBN 0-321-26934-9)